# Christine Meltzer
Marie Christine Meltzer Lind (née le 4 décembre 1974 à Viksjö) est une animatrice, actrice et comédienne suédoise. Elle est connue pour avoir pris part dans la série comique Hey Baberiba. Elle a également accueilli la version suédoise de Popstars et a accueilli le Melodifestivalen 2010 avec Måns Zelmerlöw et Dolph Lundgren. Depuis 2010, elle est devenue l' hôtesse principale de Dansbandskampen, et a été nommée « la femme la plus drôle de Suède ».

## Carrière
La carrière  de Meltzer commence en 1997 lorsqu'elle anime Lattjo Lajban avec David Hellenius . En 2001, Meltzer accueille l'émission de rencontres amoureuses När och fjärran, et l'année suivante présente la version suédoise de Popstars pour Kanal 5.
La percée de Meltzer survient en 2005 lorsqu'elle est l'une des trois comédiens à jouer dans la comédie Hey Baberiba . Elle a fait des impressions de nombreuses célébrités bien connues, notamment Carola Häggkvist, Lena Philipsson, Pernilla Wahlgren, la reine Silvia et Tina Nordström . En 2007, elle participe à la première série de Tack gode gud (version suédoise de l'Australien Thank God You're Here ).
En 2010, Meltzer, avec Måns Zelmerlöw et Dolph Lundgren, accueille l'édition 2010 du Melodifestivalen, . En 2011, elle accueille l'édition 2011 du concours Inför Eurovision de la chanson .

## Vie privée
Meltzer est marié à Niclas Lind ; le couple a deux enfants.[réf. nécessaire]